# Cully Holland
Cully Holland, właśc. Kevin Joseph Gallery (ur. 22 października 1957 r. w San Francisco w stanie Kalifornia, zm. 29 czerwca 1991 r. w Sacramento w stanie Kalifornia) – aktor amerykański.

## Życiorys
Urodził się jako Kevin Joseph Gallery w San Francisco. Był synem Daniela Sr. i Sally Gallerych. Miał czworo braci i siostrę.
W 1982 roku grał główną rolę w sztuce Naked Highway, wystawianej przez Actors' Playhouse w Nowym Jorku. W 1988 występował jako kochanek w sztuce Vera Baxter, wystawianej w Santa Monica's Off Main Theatre.
W 1985 odegrał rolę agresywnego partnera Aimee Mann w teledysku do piosenki "Voices Carry" rockowego zespołu 'Til Tuesday. Grał Roberta w dramacie Dirty Love (1988). Pojawił się w filmie wojennym Ulliego Lommela Warbirds, którego światowa premiera odbyła się 11 listopada 1989 roku. Wystąpił w roli głównej, jako żołnierz Vince Costello.
Zmarł w wieku trzydziestu trzech lat w Sacramento w Kalifornii. Powodem śmierci były komplikacje związane z AIDS.

## Filmografia
- 1985: "Voices Carry", teledysk zespołu 'Til Tuesday
- 1988: Warbirds – Vince Costello
- 1988: Dirty Love (aka Amore sporco) – Robert
- 1989: Hardball, odc. The Cleveland Indian